# Albert Diato
Albert Diato (né à Monaco le 23 janvier 1927 et mort à Nice le 13 août 1985) est un céramiste, peintre et graveur monégasque.

## Biographie
En 1948, Albert Diato se rend à Vallauris à l'invitation de Pablo Picasso et y fonde l'Atelier du Triptyque avec Francine Del Pierre et Gilbert Portanier. Entre 1950 et 1954, il expose successivement à Cannes, Bruxelles, Antibes, Londres, Sarrebruck et aux Pays-Bas. En 1954, Albert Diato se sépare de Francine Del Pierre et quitte Paris pour se marier le 24 juillet 1954 avec Francine Rolland, monégasque comme lui.
De 1954 à 1956, il est boursier à l'Institut d'art pour la céramique de Faenza (Italie), où il travaille essentiellement le grès.
De 1956 à 1958, il vit à Milan où il ouvre un atelier - il remporte une médaille d'argent à la XIe Triennale de Milan, puis un premier prix au XVIe concours de céramique de Faenza. En 1960, il réalise un bas-relief en céramique pour la bibliothèque Princesse Caroline à Monaco puis décore la grande salle des délégués du siège de l'UNESCO à Paris, avec Henri Bataille. Il se fixe à Paris, rue du Temple, dans les combles mansardés d'un grossiste en boutons.
De 1967 à 1971, Albert Diato est envoyé en Afghanistan à titre d'expert où il parviendra à devenir à la fois l'ami du roi Zaher Shah et celui des potiers d'Istalif ; il y réalisera, entre autres, un bas-relief en céramique et lapis-lazzuli pour le salon de l'ambassade de France à Kaboul, une œuvre en pierre et marbre pour le roi d'Afghanistan (dont ce dernier fit don à l'empereur du Japon) et une autre pour le pavillon de l'Afghanistan à l'Exposition universelle d'Osaka.
Diato restera profondément marqué par son expérience afghane, tant d'un point de vue artistique qu'humain - bien des années après, l'un de ses grands chagrins sera la nouvelle de la destruction au napalm du village d'Istalif par l'armée soviétique.
Rentré en Europe, il ouvre son atelier cité Véron, au pied de la butte Montmartre, dans une cité d'artistes où vivent Jacques Prévert et Ursula Vian-Kübler. Ces années sont marquées par la poursuite de sa recherche et de son œuvre, en particulier la série emblématique des « Oiseaux nyctalopes », une autre de théières à figures d'oiseaux ainsi que des coupes réalisées à partir de moulages de culs et de cons.
Diato fait un nouveau séjour d'un an en tant qu'expert au Togo, rentre à Paris et décide, en 1984, de retourner s'installer à Monaco où il enseigne à l'École des arts décoratifs. Il meurt un an après.

## Œuvre
Les œuvres d'Albert Diato se trouvent au musée de la céramique de Faenza, au Metropolitan Museum of Art de New York ainsi qu'aux musées de Chicago, Pesaro, Strasbourg... et dans les collections privées Rothschild de Cambridge, la Collection Peggy Guggenheim de Venise, la Fondation Boris-Vian de Paris et la famille princière de Monaco.
La ville de Faenza lui rendit hommage dès l'été 1986 au travers d'une exposition intitulée « Omaggio a Diato » (Hommage à Diato).
En 2013, se tient une grande rétrospective Quai Antoine 1er à Monaco, inaugurée par le Prince Albert II de Monaco et la Princesse Caroline de Hanovre. Les commissaires en sont Adriano Ribolzi et Marie-Pascale Suhard. Un ouvrage de référence parait conjointement : Albert Diato, céramiste et peintre par Marie-Pascale Suhard aux Éditions Norma.
En plus de son œuvre de céramiste, qui lui vaut sa reconnaissance, Albert Diato a aussi développé un œuvre peint et un œuvre gravé notables.